# 피는 물보다 진하다
《피는 물보다 진하다》는 2022년에 개봉한 대한민국의 영화이다.

## 캐스팅
- 조동혁 : 강두현 역
- 이완 : 영민 역
- 임정은 : 한지영 역
- 윤철형 : 최 팀장 역
- 감소현 : 한예나 역 (두현 & 지영 딸) ... 학폭피해 당하는 친구 다혜 도와주다가 사고당함.
- 장은서 : 은주 역 (영민 딸) ... 학폭가해
- 김강일 : 동필 역
- 이천은 : 신사 역
- 최기섭 : 형도 역
- 이지석 : 뱀눈 역
- 이건구 : 독사 역
- 최왕순 : 백산 역
- 송보은 : 담임 선생님 역
- 김길동 : 허강 역
- 이예서 : 다혜 역 ... 학폭피해
- 신준호 : 백산파 막내 역
- 전해룡 : 강 변호사 역
- 이준상 : 영민 운전수 역
- 주영 : 가정부 역
- 최명진 : 마 형사 역
- 심겸시 : 조 형사 역
- 이훈성 : 김 형사 역
- 김건수 : 모텔알바 역
- 김주한 : 교도관 역
- 한화연 : 세차장 직원 1 역
- 이동혁 : 세차장 직원 2 역
- 최종관 : 세차장 직원 3 역
- 강우혁 : 예나 의사 역
- 류주혜 : 은주 의사 역
- 신혜온 : 간호사 역
- 서문경 : 간부 / 경찰소장 역
- 김만기 : 취객 역
- 윤송아 : 마담 역 (우정출연)
- 오만석 : 검사 역 (특별출연)
- 두리 : 허강여자 역 (특별출연)